# Protéine 1 de la mort cellulaire programmée
La protéine 1 de la mort cellulaire programmée (en anglais : Programmed cell death protein 1) aussi désignée PD-1 ou CD279 (en anglais : cluster of differentiation 279), est une protéine de surface cellulaire exprimée notamment à la surface des lymphocytes T activés. Elle est encodée par le gène PDCD1 situé sur le chromosome 2 humain (locus 2q37.3).
Elle joue un rôle dans la régulation de la réponse du système immunitaire vis-à-vis des cellules du corps humain en abaissant la réaction immunitaire et en favorisant l'autotolérance en supprimant l'activité inflammatoire des lymphocytes T. Cela permet de prévenir les maladies auto-immunes, mais peut en contrepartie empêcher le système immunitaire de tuer des cellules cancéreuses.
En effet, les ligands de la protéine PD1 désignés PD-L1 (en anglais : Programmed death-ligand 1) et PD-L2 (en) (en anglais : Programmed cell death 1 ligand 2) sont exprimés par les cellules tumorales.
La liaison du récepteur (exprimé par les lymphocytes) et de son ligand (exprimé par les cellules tumorales) bloque le système immunitaire du patient qui ne « reconnaît pas la tumeur ».

## Découverte
En 1992, lors d'un dépistage des gènes impliqués dans l'apoptose, Yasumasa Ishida, Tasuku Honjo et leurs collègues de l'université de Kyoto ont découvert et nommé la protéine PD-1,. En 1999, le même groupe a démontré que les souris chez lesquelles le gène PD-1 était désactivé étaient sujettes aux maladies auto-immunes et a donc conclu que PD-1 était un régulateur négatif des réponses immunitaires.

## Traitements
Un certain nombre d'anticorps monoclonaux tels que le nivolumab, le pembrolizumab, le dostarlimab ou le toripalimab, disposent d'une autorisation de mise sur le marché « pour stimuler le système immunitaire du patient afin de lutter contre sa tumeur » en se fixant et bloquant le récepteur PD-1. Le sintilimab a une meilleure affinité sur le PD que le nivolumab ou le pembrolizumab.
L'ivonescimab cible, en même temps, le PD-1 et le VGEF.